# Monomorium rastractum
Monomorium rastractum är en myrart som beskrevs av Bolton 1987. Monomorium rastractum ingår i släktet Monomorium och familjen myror. Inga underarter finns listade i Catalogue of Life.